# Bengt Hafrin
Bengt Hafrin (Hafverin), född 1743 i Göteborg, död 1 januari 1803 i Göteborg, var en svensk guldsmedsmästare.
Han var son till guldsmeden Anders Hafrin och Rebecka Schildt och gift första gången 1770 med dottern till bildhuggaren Johan Joakim Beckmann, Sara Elisabeth Beckmann och andra gången från 1777 med Maria Elisabeth Rancke. Hafrin kom i guldsmedslära i Göteborg 1757 och blev mästare i Göteborg 1770 och fick året därpå burskap som guldsmed i Göteborg. Bland hans arbeten märks en vinkanna för Göteborgs domkyrka samt ett sockerskrin i silver som numera ingår i den Hallwylska samlingen och vid Nationalmuseum i Stockholm..